# Liste des fortifications de Vauban
 (février 2010).
Cette page recense les villes dont une partie des fortifications — citadelle, fort détaché ou enceinte — est due au marquis Sébastien Le Prestre de Vauban. Sauf mention contraire, il s’agit de reprises ou d’améliorations de fortifications préexistantes.

## Fortifications de montagne
- Briançon[1],[N 1] ;
- Château-Queyras[1] ;
- Création de la place de Colmars-les-Alpes[1] ;
- Fort l'Écluse[1] ;
- Entrevaux[1] ;
- Exilles[1] ;
- Embrun[1] ;
- Fenestrelle[1] ;
- Grenoble[1] ;
- "Cornichon" du château de Guillaumes[1] ;
- Ville neuve de Mont-Dauphin[1],[N 1] ;
- Pignerol[1] ;
- Fort de Saint-Vincent-les-Forts[1] ;
- Création de la place de Seyne-les-Alpes[1] ;
- Sisteron[1].

## Frontière sud: fortifications de montagne  des Pyrénées et places proches
- Création de la place de Fort-les-Bains (actuelle commune d’Amélie-les-Bains)[1] ;
- Création du fort de Bellegarde[1] ;
- Création du fort Libéria[1],[N 1] ;
- Ville neuve de Mont-Louis[1],[N 1] ;
- Navarrenx[1] ;
- Perpignan[1]: fortification du Palais des rois de Majorque ;
- Création du fort Lagarde à Prats-de-Mollo, et fortification de la ville[1] ;
- Saint-Jean-Pied-de-Port[1] ;
- Salses[1] ;
- Villefranche-de-Conflent[1],[N 1].

## Fortifications intérieures
- Création de la place d’Alès[1] ;
- Création de la place de Nîmes[1] ;
- Pont-Saint-Esprit[1] ;
- Création de la place de Saint-Hippolyte-du-Fort[1].

## Front de mer

### Atlantique et Manche
- île d’Aix[1] ;

Fortifications d'Île d'Aix ;
Fort Énet ;
Fort de la Rade ;
Fort Liédot ;
- Ambleteuse[1] ;
- Fortifications et Citadelle de Bayonne[1] ;
- Belle-Île-en-Mer[1] ;

Île d'Houat ;
Île Hœdic ;
- Citadelle de Blaye[1],[N 1] ;
- Brest[1] ;
- Brouage[1] ;
- Construction du fort de Camaret[1],[N 1] ;
- Carantec[1] ;
- Construction du fort de l’île Cézon[1] ;
- Construction du fort Louvois, ou fort Chapus[1] ;
- Château-d'Oléron[1] ;
- Cherbourg[1] ;
- Création du fort de la Conchée[1] ;
- Concarneau[1] ;
- Dieppe[1] ;
- Fouras[1] ;
- Création de la place de Hoëdic[1] ;
- Création de la place de Houat[1] ;
- Fort-la-Latte[1] ;
- Construction du fort Lupin[1] ;
- Construction du fort Médoc[1],[N 1] ;
- Construction du fort Paté[1],[N 1] ;
- Port-Louis[1] ;
- Rochefort[1] ;

Fort de Fouras dit Fort Vauban ;
Fort de l'Aiguille - Fouras ;
Île Madame ;
Fort Lupin ;
- La Rochelle[1] ;

Fort de Pierre Levée - Île d'Yeu ;
- Saint-Malo[1] ;

Ile Cézembre ;
Îles Chausey ;
Île Harbour ;
La Cité ;
Le Minihic ;
Petit Bé ;
- Création des fortifications de Saint-Martin-de-Ré[1],[N 1], Île de Ré ;

Sablanceaux ;
- Saint-Vaast-la-Hougue[1],[N 1] ;
- Construction du fort de Socoa à Saint-Jean-de-Luz[1] ;
- Phare du Stiff[1] ;
- Tatihou[1].

### Méditerranée
- Antibes[1] ;
- Fort de Bouc[1] ;
- Collioure[1] ;
- Marseille[1] ;
- Nice[1] ;
- Île Sainte-Marguerite[1] ;
- Saint-Paul-de-Vence[1] ;
- Saint-Tropez[1] ;
- Sète[1] ;
- Toulon[1] ;
- Villefranche-sur-Mer[1] ;
- Création de la place de Port-Vendres[1].

## Frontière du Nord et de l’Est
- Abbeville[1] ;
- Aire-sur-la-Lys ;
- Citadelle d'Arras[N 1] ;
- Auxonne[1] ;
- Ath[1] ;
- Avesnes-sur-Helpe ;
- Bapaume ;
- Création de la place de Belfort[1] ;
- Bergues[1] ;

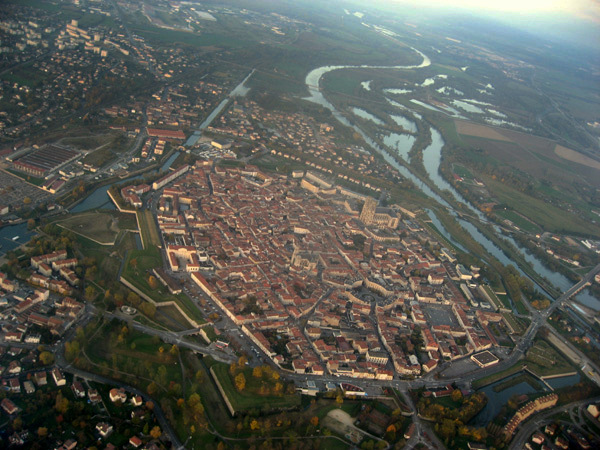
Fortifications de Toul (1698).

- Besançon : enceinte et citadelle ;
- Béthune ;
- Bitche[1] ;
- Blamont[1] ;
- Bouchain[1] ;
- Bouillon[1] ;
- Bourbourg ;
- Calais :
  - enceinte de la ville ;
  - citadelle ;
  - fort Nieulay,
- Cambrai[1] ;
- Charleroi[1] ;
- Courtrai[1] ;
- Condé-sur-l'Escaut[1] ;
- Dôle[1] ;
- Douai ;
- Création de la place de Dunkerque[1] ;
- Ville neuve de Fort-Louis[1] ;
- Fribourg-en-Brisgau[1] ;
- Furnes[1] ;
- Givet[1] ;
- Gravelines[1] ;
- Guise[1] ;
- Ville neuve de Huningue[1] ;
- Fort de Joux[1] ;
- Kehl[1] ;
- Knocke[1] ;
- La Bassée ;
- Landau[1] ;
- Landrecies ;
- château du Landskron[1] ;
- Le Quesnoy ;
- Longwy[N 1] ;
- Lille :
  - enceinte et fort Saint-Sauveur ;
  - citadelle,
- Luxembourg[1] ;
- Maastricht[2] ;
- Marsal[1] ;
- Maubeuge ;
- Menin ;
- Metz[1] ;
- Mézières[1] ;
- Mons[1] ;
- Montmédy[1] ;
- Montreuil[1] ;
- Ville neuve de Mont-Royal[1] ;
- Nancy[1] ;
- Nieuport[réf. nécessaire] ;
- Namur[3] ;
- Ville neuve de Neuf-Brisach[1],[N 1] ;
- Péronne[1] ;
- Ville neuve de Phalsbourg[1] ;
- Philippsburg[1] ;
- Philippeville[réf. nécessaire] ;
- Port-en-Bessin[1] ;
- Rocroi[1] ;
- Saint-Omer[1] ;
- Saint-Quentin[1] ;
- Salins-les-Bains[1] ;
- Ville neuve de Sarrelouis[1] ;
- Sedan[1] ;
- Création de la place de Sélestat[1] ;
- Strasbourg[1] : la citadelle et le barrage Vauban ;
- Thionville[1] ;
- Création de la place de Toul[1] ;
- Tournai[1] ;
- Valenciennes : enceinte et citadelle ;
- Verdun[1] ;
- Neuf-Brisach[1] ;
- Ypres[1].

## Pour approfondir